# صفر (آنالیز مختلط)
در آنالیز مختلط یک صفر از یک تابع هولومورفیک f، عدد مختلطی مانند a است که برای آن f(a) = 0

## تکرار صفر
عدد مختلط a یک صفر ساده (ریشه ساده) از f یا یک صفر با تکرار 1 از f است اگر بتوان f‌را به صورت
{\displaystyle f(z)=(z-a)g(z)\,}
نوشت که در آن g‌یک تابع هولومورفیک است که g(a) صفر نیست.
به طور کلی تکرار ریشهٔ f در a عدد صحیح مثبت n است که برای آن تابعی هولومورفیک مانند g وجود دارد که
{\displaystyle f(z)=(z-a)^{n}g(z)\ {\mbox{and}}\ g(a)\neq 0.\,}

## وجود ریشه
قضیه اساسی جبر می‌گوید که هر چند جمله‌ای غیر ثابت با ضرایب مختلط حداقل یک صفر در صفحهٔ مختلط دارد. این برخلاف وضعیت صفرهای حقیقیست : برخی توابع چند جمله‌ای با ضرایب حقیقی هیچ صفر حقیقی‌ای ندارند (ولی چون اعداد حقیقی مختلط‌اند این توابع همچنان ریشه‌های مختلط دارند). یک مثال تابع f(x) = x2 + 1. است.

## مشخصات
یک مشخصهٔ مهم از مجموعهٔ صفرهای یک تابع هولومورفیک این است که یک گوی کوچک حول ریشه وجود دارد که شامل هیچ ریشهٔ دیگری نسیت. همچنین قضایایی در آنالیز مختلط وجود دارند که رابطهٔ بین صفرها(ریشه‌ها)ی یک تابع هولومورفیک (یا مرومورفیک) و خصوصیات دیگر تابع را بیان می‌کنند. به طور خاص فرمول جنسن و قضیهٔ فاکتورگیری وایرشتراس نتایجی هستند برای توابع مختلطی که همتایی در توابع حقیقی ندارند.